# Иванов, Юрий Сергеевич
Юрий Сергеевич Иванов (1930—1980) — советский публицист, сотрудник ЦК КПСС, занимался антисионистской и антисемитской пропагандой.

## Биография
В 1963—1964 годах Юрий Иванов, Евгений Евсеев и др. перед слушателями Университета молодого марксиста в Москве читали лекции, разоблачающие «сионизм». Иванов входил в кружок «антисионистов». В августе 1967 году Иванов опубликовал статью «Что такое сионизм?», перепечатанную многими советскими газетами, где в частности уподобил сионизм мафии.
По инициативе Ивана Милованова (наиболее высокопоставленного из «антисионистов», занимавшего должность заведующего сектором Ближнего Востока Международного отдела ЦК КПСС) Юрий Иванов написал получившую большую популярность среди русских националистов книгу «Осторожно: сионизм!», выпущенную в 1969 году. Предположительно аппарат ЦК КПСС признал книгу «установочной», чем может объясняться её издание в 1972—1973 годах на армянском, таджикском и киргизском языках. Книга вышла массовым тиражом 75 тысяч экземпляров. Её второе, расширенное, издание было выпущено в 1970 году тиражом в 200 тысяч экземпляров. Суммарный тираж книги на разных языках достиг 550 тысяч экземпляров, в том числе 42 тысячи на арабском. В это время Иванов курировал в ЦК КПСС Коммунистическую партию Израиля. Он был референтом сектора Ближнего Востока. По словам принадлежащего к антисионистским кругам Валерия Ганичева, «это была пионерская, очень важная книга». Другой русский националист В. Бабинцев (1998) утверждал, что все «исследователи сионизма» в СССР вышли из этой книги, как из «гоголевской Шинели».
Все провалы и неудачи СССР автор объясняет через происки всесильного и вездесущего «международного сионизма», «врага всех народов… всех свободолюбивых людей земного шара». Помимо уравнения «иудаизм — сионизм — империализм» (и даже «нацизм») в книге Иванова содержится «разоблачение» империалистического заговора под руководством «крупной еврейской буржуазии» и «интернационального сионистского альянса», направленного на завоевание мира. Сионизм, по Иванову, это «идеология, разветвленная система организации и политической практики крупной еврейской буржуазии, которая слилась с монополистическими кругами Соединенных Штатов и других империалистических держав». В 1969 году Иванов впервые выдвинул тезис о «сотрудничестве сионистов с нацистами» и о «пособничестве» сионистов в уничтожении миллионов соплеменников.
Происходило замещение политизированной сталинской версии теории еврейского заговора на исходную универсалистскую парадигму этой теории — еврейство трактовалось теперь не только в качестве политического, но в качестве онтологического врага, состоящего в преступном заговоре против всех народов мира. Выход этой книги стал переломом в государственной антисионистской идеологии. Под видом «антисионизма» и под лозунгом «борьбы с современным фашизмом» в государственную идеологию вводились заимствованная из пропаганды Геббельса антисемитская расистская концепция. В модифицированном виде она составила интегральную часть неосталинистского варианта русско-коммунистического мессианства.
Схему «разоблачения» врага автор строил на широко использованной в нацистской пропаганде статье Карла Маркса «К еврейскому вопросу», которая до Юрия Иванова в советских публикациях о евреях, в том числе в рамках сталинских кампаний, не упоминалась. Иванов заимствовал у Маркса немецкий термин «юдентум», но отождествил с ним сионизм, при этом отрицая само существование евреев в качестве народа. На этой основе он выстраивал такие версии еврейской истории, культуры и религии, которые призваны были доказать, что евреи с древнейших времен, опираясь на «расистские доктрины» иудаизма о еврейской избранности, стремятся к мировому господству; не существует преступлений, перед которыми остановились бы сионисты, которые установили в Палестине режим апартеида, активно участвуют в подрывной деятельности в странах третьего мира, в социалистических странах и в СССР, организуют террор по всему миру. Иванов создал цельную концепцию расистского антисемитизма, культивировавшую такой же же миф о еврействе как о подлежащем уничтожению мировом зле, что и нацистская.
Иванов повторил ту версию нацистской пропаганды, в которой использовался вывод Маркса о грядущей «эмансипации общества от еврейства» в качестве исходящего от «самокритичных евреев» аргумента в пользу «окончательного решения еврейского вопроса». Существенное отличие заключалось в том, что нацистское биолого-гигиеническое «обоснование» тотального антисемитизма Иванов заменил культурно-историческим «обоснованием»: «почва» вытеснила «кровь», «история» — «гигиену», поскольку кровь не могла быть главным аргументом в многонациональной державе, а апологетика «гигиены» не сочеталась с идеологией дружбы народов. Обильное цитирование Маркса позволило Иванову построить культурно-историческую версию расового антисемитизма и включить её в официальную «марксистско-ленинскую» идеологию, закамуфлировав «учением о классовой борьбе».
В 1970 году Иванова направили сотрудником в представительство СССР при ЮНЕСКО в Париже — плановая ротация, которая была характерна для сотрудников международных отделов, периодически отправляемых за рубеж на одно- (три года) или двухсрочную «мидовскую» стажировку. Однако отправка Иванова именно в Париж, символизировавший для советских международников красивую заграничную жизнь, выглядит как большое поощрение а его «труд». Иванов вернулся после смерти И. Милованова — в 1973 году. Он был тяжело болен алкоголизмом, получил назначение на почётную, но малозначительную должность заведующего сектором по связям с компартиями стран Австралии, Новозеландии и Океании, чтобы, по словам Сергея Семанова, «не раздражать „арабских друзей“, ценивших его за … книгу». Александр Яковлев, отправленный послом в Канаду, в один из приездов в Москву от Андропова узнал об аресте «автора книги „Осторожно: сионизм!“, обвиненного в „антисоветской деятельности“».
О «сильном антисемитизме» Ю. Иванова и И. Милованова свидетельствовал их бывший коллега по Международному отделу Ю. Красин.
Русские националисты письменно и устно обвиняли «сионистов» в «организованной травле», которая, по их словам, привела к преждевременной смерти «патриотически настроенных» участников «русской партии», включая Ю. Иванова.